# El Castell de Guadalest
El Castell de Guadalest és un municipi del País Valencià a la comarca de la Marina Baixa.

## Nom
Pel Decret 6/2002, del 8 de gener 2002, el Consell de la Generalitat Valenciana va aprovar el canvi de denominació del municipi de Guadalest per la seua forma tradicional en valencià: el Castell de Guadalest. També el BOE núm. 68, del 20 de març del 2002, va publicar el Decret de la Generalitat Valenciana, que determinava la recuperació del nom complet i originari del municipi.

## Geografia

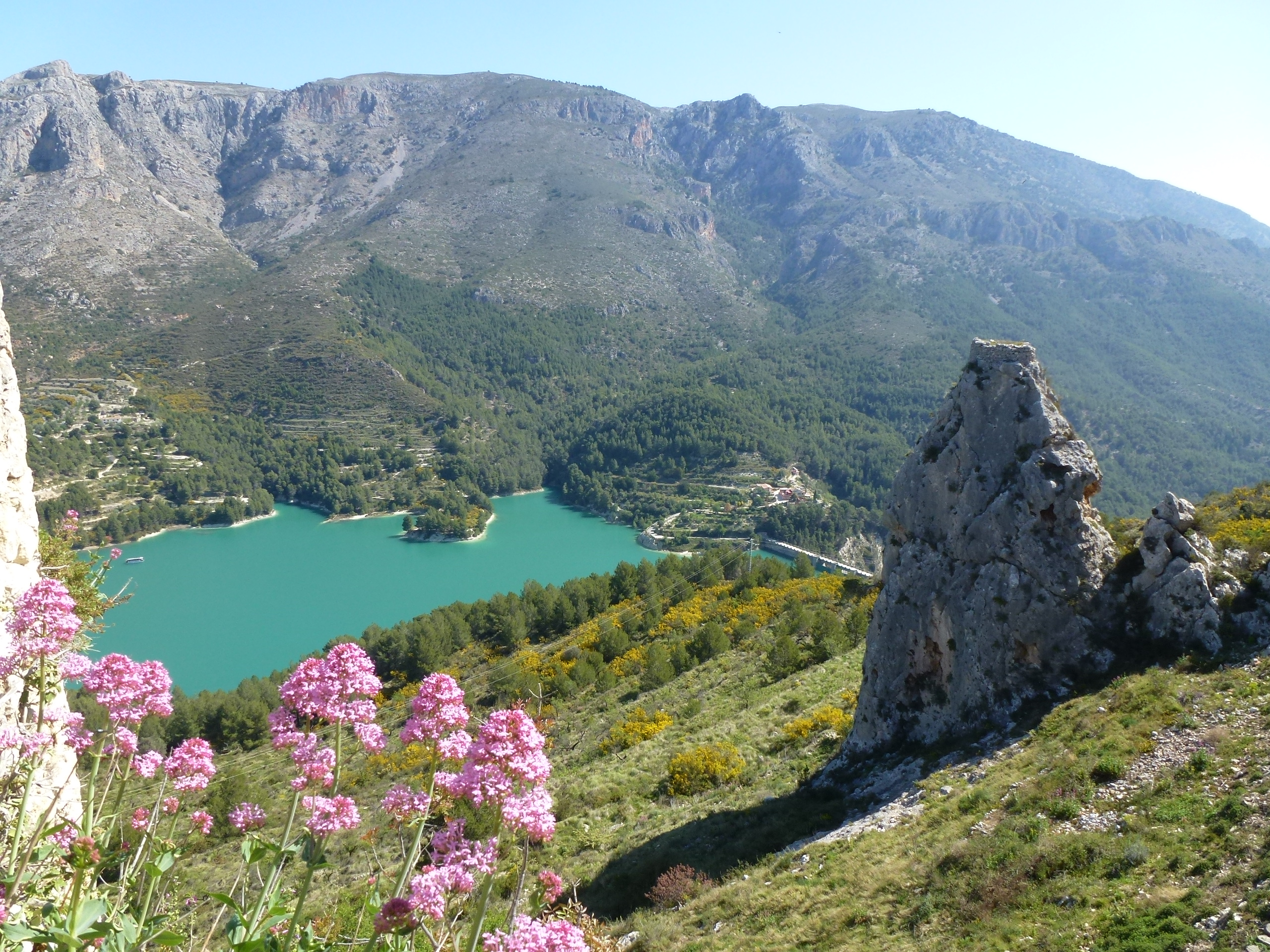
Embassament i la penya de l'Alcalà amb la Xortà al fons

El municipi, amb un terme de 16,1 km², se situa a la vall de Guadalest, a 595 m d'altitud, i està voltat per les serres de l'Aixortà, Aitana i la Serrella. Són les seues principals altures els Parats (1.147 m), el morro Blau (1.124 m) i el morro Blanc (1.084 m).
El riu Guadalest travessa el terme, i les seues aigües es recullen a l'embassament de Guadalest, proper a la vila.
El municipi té un clima mediterrani, però difereix un poc del de la costa, amb hiverns més frescos i estius més suaus i agradables. Pel seu relleu accidentat s'estenen, en les zones altes, els pins i la garriga, mentre que als vessants amb terrasses i a la vall, es cultiven cítrics, oliveres, garrofers i ametllers.

### Límits
El terme municipal limita amb els de poblacions com Benimantell, Bolulla, Callosa d'en Sarrià i Polop (a la mateixa comarca); i amb Castell de Castells (a la Marina Alta).

### Accés
Per arribar al Castell de Guadalest, hi ha dues maneres possibles, una és agafar la carretera CV-70, entre Alcoi i Callosa d'en Sarrià, carretera que creua la vall de Guadalest, travessant poblacions com ara Benimantell, Benifato i el mateix Guadalest. L'altra possibilitat és agafar la mateixa carretera CV-70 a Polop.

## Història
Fundat a l'època musulmana, el cabdill àrab Al-Azraq va desenvolupar-hi un complex sistema de regadiu que desenvolupà l'agricultura; després de la conquesta cristiana va mantenir la seua població morisca; el 1293 Jaume el Just el dona a Bernat de Sarrià, en la família del qual roman fins a 1335, període en què el llinatge Sarrià abasta el senyoriu de gairebé tots els pobles de la vall. Posteriorment tornà a la corona, des de la qual va passar a l'infant Pere d'Aragó, duc de Gandia. A la mort de l'últim duc de Gandia recau en els Cardona. El 1543 Carles I crea el marquesat de Guadalest, que incloïa les poblacions de Benimantell, Beniardà i Benifato i el dona a Sanç de Cardona a perpetuïtat per a ell i els seus successors. El Castell de Guadalest exercí territorialitat sobre gran quantitat de nuclis de població fins a 1609, en què, arran de l'expulsió promoguda per Felip II, foren despoblats; el 1644 tenen lloc dos terratrèmols que derruïren el castell; el 1699, a la mort sense descendència del darrer marqués, els Orduña, família molt influent a Guadalest, adquirixen la condició d'alcaldes perpetus del poble i el marquesat recau en la persona del marquès d'Ariza; el 1708, durant la Guerra de Successió, el castell és volat per una explosió i la casa Orduña és incendiada; el 1748 i 1752 nous terratrèmols assolen el municipi; el 1971 s'acaba de construir l'embassament; el 1974 el poble és declarat conjunt historicoartístic.

## Demografia i economia
El cens de 2003 dona la xifra de 194 habitants. L'encant del poble i la proximitat a nuclis costaners com Benidorm o Altea han convertit una economia tradicionalment agrícola, a la qual ja pocs s'hi dediquen, en una altra de dedicada completament al turisme. Han proliferat museus de curiositats i establiments hostalers que ocupen tota la població i els seus habitants. Es manté algun tipus d'artesania com ara els brodats i les randes.

## Política i govern

### Alcaldia
Des de 2023 l'alcalde del Castell de Guadalest és Joan Gadea Pons, del Partit Popular (PP).
| Període                       | Alcalde o alcaldessa         | Partit polític | Data de possessió | Observacions |
| ----------------------------- | ---------------------------- | -------------- | ----------------- | ------------ |
| 1979–1983                     | Juan Bautista Balaguer Vidal | UCD            | 19/04/1979        | --           |
| 1983–1987                     | Juan Bautista Balaguer Vidal | AP-PDP-UL-UV   | 28/05/1983        | --           |
| 1987–1991                     | Juan Bautista Balaguer Vidal | AP             | 30/06/1987        | --           |
| 1991–1995                     | Juan Bautista Balaguer Vidal | PP             | 15/06/1991        | --           |
| 1995–1999                     | Juan Bautista Balaguer Vidal | PP             | 17/06/1995        | --           |
| 1999–2003                     | Juan Bautista Balaguer Vidal | PP             | 03/07/1999        | --           |
| 2003–2007                     | Juan Bautista Balaguer Vidal | PP             | 14/06/2003        | --           |
| 2007–2011                     | María Trinidad Amorós Fillol | PSPV-PSOE      | 16/06/2007        | --           |
| 2011–2015                     | Enrique Ponsoda Fracés       | PP             | 11/06/2011        | --           |
| 2015–2019                     | Enrique Ponsoda Fracés       | PP             | 13/06/2015        | --           |
| 2019-2023                     | Enrique Ponsoda Fracés       | Cs             | 15/06/2019        | --           |
| Des de 2023                   | Joan Gadea Pons              | PP             | 17/06/2023        | --           |
| Fonts: Generalitat Valenciana |                              |                |                   |              |

### Eleccions municipals de 2011
| Candidatura | Candidatura                               | Cap de llista          | Vots | Regidors | % vots |
| ----------- | ----------------------------------------- | ---------------------- | ---- | -------- | ------ |
|             | Partit Popular de la Comunitat Valenciana | Enrique Ponsoda Fracés | 82   | 4        |        |
|             | Partit Socialista del País Valencià       | Andreu Balaguer Bou    | 72   | 1        |        |
| Total       | Total                                     | 154                    | 154  | 5        |        |

## Edificis d'interés

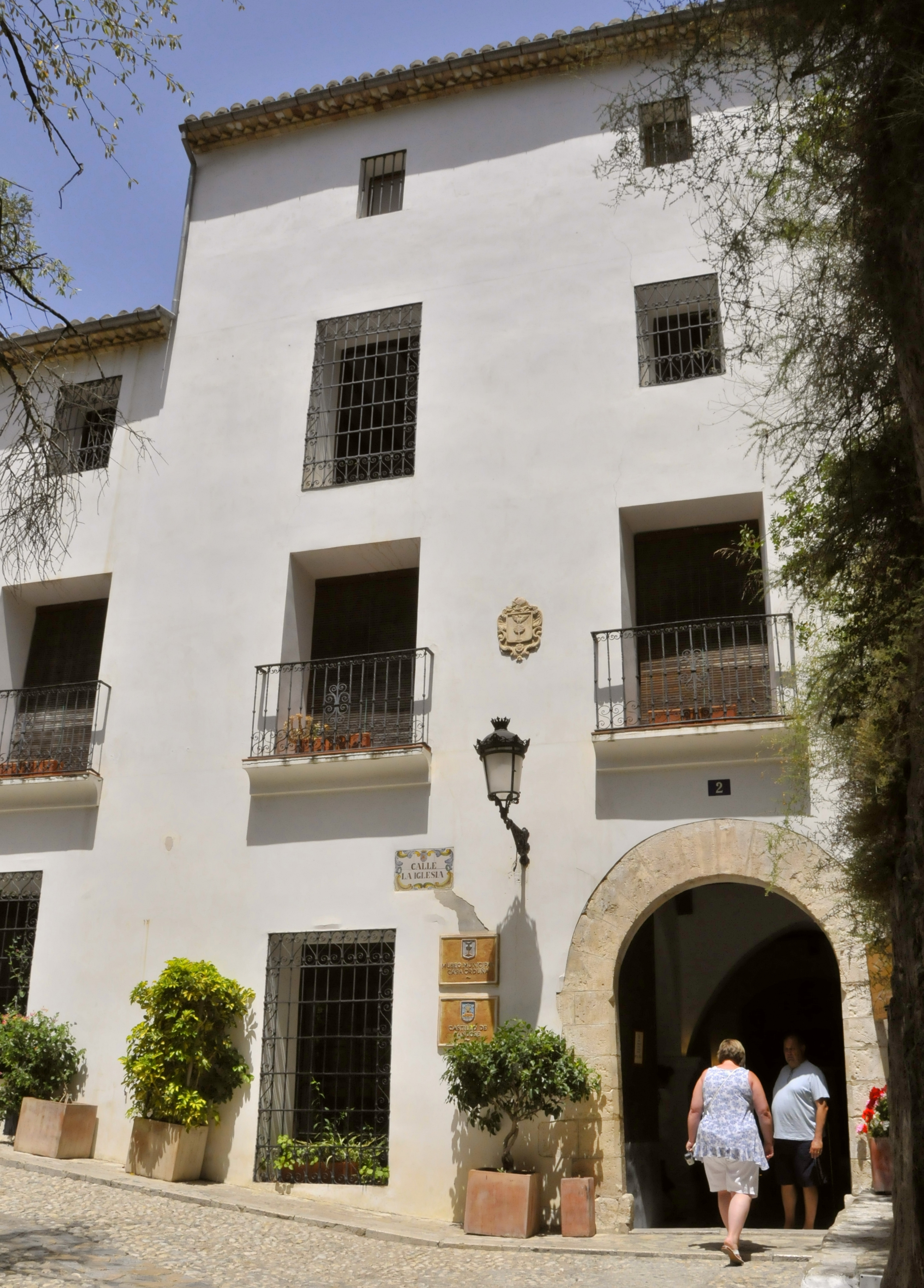
Casa dels Orduña

La vila es construí al redós del castell de l'Alcazaiba, que per la seua estratègica situació, sobre una roca, domina tota la vall, i tant l'un com l'altra han sofert una sèrie de transformacions degudes, d'una part, als terratrèmols del 1644 i el 1748, i d'altra, a la voladura de la fortificació durant la Guerra de Successió. La part antiga es troba dins del recinte emmurallat, al qual s'accedix per una porta feta sobre la roca i hi trobem:
- Castell de l'Alcazaiba, o de Sant Josep. Musulmà, del segle xi. Fou molt important en l'edat mitjana. Els terratrèmols i la voladura de 1708 l'arrasaren. Actualment se'n conserven algunes torres.
- Castell del Rei. Incorporat al que fou recinte emmurallat, s'hi arriba per un túnel obert en la roca.
- Casa Orduña. Casa nobiliària de grans dimensions aixecada en el segle xvii. Actualment seu del Museu Municipal.
- Església de la Mare de Déu de l'Assumpció. Durant quatre-cents anys fou la més important de la vall. L'edifici actual es va edificar entre 1734 i 1753 per José Sierra en estil barroc, sobre un temple anterior que datava dels temps de la conquesta de Jaume I (segle xiii). La Guerra de 1936-1939 provocà danys que obligaren, el 1962, a remodelar-la, quan s'escurçà la longitud de la planta i se'n perderen el creuer i la cúpula. A finals de segle passat va sofrir noves obres que tractaren de recuperar-la. Es tracta d'una església de dimensions petites i planta rectangular, amb tres capelles laterals entre els contraforts, nau coberta amb volta de canó i absis semicircular a la capçalera. La façana és simple, amb una portada de regust gòtic i rematada per una finestra amb un vitrall que representa l'Assumpció. Està connectada amb la casa dels Orduña, prova de la interdependència del poder civil i religiós de l'època.
- Presó. Edificació del xii que fou ajuntament i jutjat. En el soterrani se'n conserven les masmorres.
- Torre penyal d'Alcalà. Torre guaita de difícil accés que s'ha convertit en una de les estampes del poble.
- Ermita de Sant Joaquim i Santa Anna de Ginés.

### Museus
Hem comentat la proliferació de museus de curiositats, dels quals donem tot seguit relació:
- Museu del Pessebre i casetes de nines.
- Museu d'Instruments de tortura.
- Museu de Microminiatures
- Museu Etnològic de Guadalest. Edifici del segle xviii.
- Museu microgegant.
- Museu de Vehicles Històrics Vall de Guadalest.

## Gastronomia
L'arròs amb fesols i naps, la pebrera farcida, el minxo, el conill, les verdures al forn, l'olleta de blat i les pilotes de dacsa són exemples de la variada cuina local.

## Festes
- Sant Gregori. Se celebren el cap de setmana més proper al 9 de maig, que és l'onomàstica del sant. També reben el nom de «Festes de la Joventut», ja que són la gent jove la que s'encarrega de tota l'organització.
- Festes Patronals. Tenen lloc del 14 al 17 d'agost en honor de la Mare de Déu de l'Assumpció. Se celebren actes en honor de la patrona i els actes centrals són el trasllat de la imatge a l'església, l'ofrena de flors a la verge i la processó per tot el poble.
- Romeria a Gines. Tercer cap de setmana de setembre en honor de santa Anna i sant Joaquim, patrons del llogaret de Gines.